# Леонтьевское (Рыбинский район)
В Ярославской области ещё две деревни Леонтьевское, в Большесельском и Ярославском районах.
Лео́нтьевское — деревня в Михайловском сельском округе Волжского сельского поселения Рыбинского района Ярославской области .
Деревня расположена в окружении лесов, в юго-восточной части поселения, на левом, восточном берегу реки Языковка, притока Черёмухи, протекающей в южном направлении. Выше по течению на том же берегу на расстоянии около 1 км стоит деревня Губино, а ещё выше Михеевка. На противоположном, правом берегу Языковки стоит деревня  Легки. Эти четыре деревни образуют юго-восточную оконечность Волжского сельского поселения. К северу от них в верховьях Языковки, и на востоке находится Октябрьское сельское поселение,  а ниже по реке, к югу, от деревни Холкино начинается Большесельский район. По левому берегу Языковки проходит просёлочная дорога, связывающая стоящие на ней деревни. Дорога на восток ведёт к деревне Вандышево в окрестностях посёлка Лом. Дороги в юго-восточном направлении ведут к деревням Большесельского района: Савинскому и Бараново .
На 1 января 2007 года в деревне числилось 2 постоянных жителя . Почтовое отделение , находящееся в деревне Семенники,  обслуживает в деревне Леонтьевское 9 домов.